# ジョアン・ガルシア
ジョアン・ガルシア・ポンス（Joan García Pons, 2001年5月4日 - ）は、スペイン・カタルーニャ州サジェン出身のサッカー選手。ラ・リーガ・FCバルセロナ所属。ポジションはGK。

## クラブ経歴

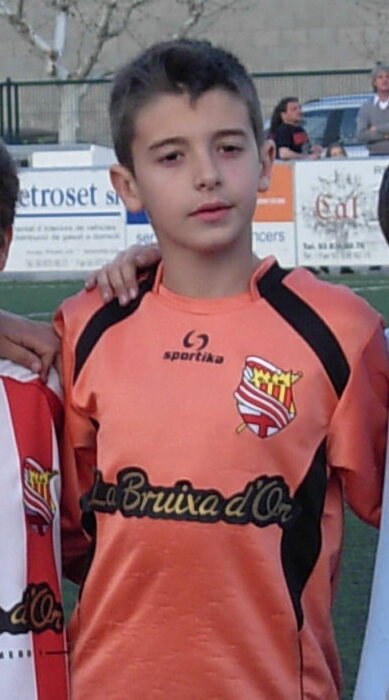
2012年マンレザでのガルシア

カタルーニャ州のサジェンに生まれ、2016年にRCDエスパニョールのカンテラに入団した。
2021年12月1日、コパ・デル・レイのSDソラレス＝メディオ・クデージョ戦でトップチームデビューを果たし、ラ・リーガデビューを2022年1月10日のエルチェCF戦で飾った。
2025年6月18日、FCバルセロナに移籍した。契約期間は6年間。

## タイトル

### 代表
U-23スペイン代表
- パリオリンピック金メダル: 2024